# Карпентер, Барт
Альбертус «Барт» Карпентер Альтинг (англ. Albertus «Bart» Carpentier Alting ; род. 12 марта 1954 года) — бывший  саночник и бобслеист, представлявший на международной арене Нидерландские Антильские острова, участник двух Олимпиад.

## Карьера
Барт Карпентер провёл своё детство в Нидерландах и занимался многими видами спорта: теннисом, футболом, хоккеем на траве, крикетом. В 1981 году НОК Голландии принял решение развивать непопулярные дисциплины, в частности санный спорт, то Карпентер заинтересовался и этим видом. Ввиду невозможности попасть в число 8 лучших в мире (что было требованием НОКа для продолжения финансирования тренировок) Барт вернулся на Кюрасао, где при его активном участии была создана федерация санного спорта Антильских островов.
В 1983 году Карпентер впервые выступил на чемпионате мира по саням, а две  недели спустя выступил и в бобслее.
Благодаря регулярному участию на чемпионатах мира Барт Карпентер получил возможность выступить на Олимпиаде в Калгари, которая стала первой зимней Олимпиадой в истории Антильских островов. Он был знаменосцем сборной на церемонии открытия. В соревновании саночников он стал 36-м (последним из тех, кто завершил все попытки). В бобслее Карпентер вместе с Бартом Дрекстелем занял 29-е место из 41 экипажа, на одну строчку опередив экипаж из Ямайки.
В Альбервиле Барт выступал только в бобслее вместе с Дадли ден Дулком и занял 37 место из 46 экипажей. После этой Олимпиады Карпентер завершил карьеру, а Нидерландские Антильские острова больше никогда в истории не выступали на зимних Играх.